# Шкуратовка (Смоленская область)
Шкуратовка — деревня в Рославльском районе Смоленской области России. Входит в состав Остёрского сельского поселения. Население — 59 жителей (2007 год). 
Расположена в южной части области в 14 км к северо-западу от Рославля, в 1 км восточнее автодороги А141 Орёл — Витебск, на берегу реки Крапивня. В 1 км западнее деревни расположена железнодорожная станция Крапивенская на линии Смоленск — Рославль.

## История
В годы Великой Отечественной войны деревня была оккупирована гитлеровскими войсками в августе 1941 года, освобождена в сентябре 1943 года.